# May (Pokémon)
May, of Haruka (ハルカ) in Japan, is een personage uit Pokémon en metgezel van Ash Ketchum. Ze heeft een broertje genaamd Max. Ze kwam erbij in Hoenn, ging toen mee in Kanto en ging toen naar Johto, terwijl Ash naar Sinnoh ging. Later kwam ze ook naar Sinnoh om haar Eevee te laten evolueren in een Glaceon en om mee te doen aan de Wallace Cup, die Dawn uiteindelijk won.
Toen ze op tienjarige leeftijd met haar avontuur begon was ze doodsbang voor Pokémon, dit kwam doordat haar ouders haar vroeger voor een Tentacool hadden aangezien en haar toen probeerden te vangen. Later werd ze minder bang voor Pokémon. Haar Nederlandse stemactrice is Nicoline van Doorn.

## May's Pokémon
Toen May begon met haar avontuur kon ze uit drie Pokémon kiezen namelijk: Torchic, Treecko en Mudkip. Hieruit koos ze Torchic, die later zou evolueren in Combusken en nog later in Blaziken.
Ook ving May een Wurmple, die later via een Silcoon zou evolueren in een Beautifly. Verder ving May een Skitty, Munchlax, Bulbasaur, Eevee en een Squirtle.
In Sinnoh had May de volgende Pokémon bij zich: Blaziken, Venusaur (haar voormalige Bulbasaur), Glaceon (Eevee), Wartortle (Squirtle), Munchlax en Beautifly. De rest verbleef in de Petalburg Gym.